# Lijst van afleveringen van Hellcats
Hellcats is een Amerikaans cheerleader komedie-drama serie voor de CW, met in de hoofdrol Alyson Michalka, Ashley Tisdale, Robbie Jones, en Matt Barr. Gebaseerd op het boek Cheer: Inside the Secret World of College Cheerleaders van de journalist Kate Torgovnick en is beschreven als "Election en Bring it On gecombineerd" in vele referenties, volgt het leven van Marti Perkins, een rechten-student die bij een cheerleading-team moet aansluiten, de Hellcats, om haar studiebeurs te behouden.
Op 18 mei 2010 werd aangekondigd dat Hellcats door de CW werd opgepikt voor een 2010-2011 seizoen. Op 20 mei 2010, tijdens de 2010-2011 seizoen schema presentatie, kondigde de CW aan dat ze de Hellcats wilden uitzenden na America's Next Top Model op woensdagen, beginnend op 8 september 2010 op 9/8c. Op 22 oktober 2010 kondigde de CW aan dat het een vol seizoen kreeg voor de serie, zeggend dat ze "blij waren om ons te hebben betaald".

## Overzicht
| Seizoen | Aantal afleveringen | Uitgezonden                    |  |
| ------- | ------------------- | ------------------------------ |  |
| 1       | 22                  | 8 september 2010 – 17 mei 2011 |  |

## Afleveringen

### Seizoen 1 (2010-2011)
| Nr. | Titel                                | Regisseur      | Schrijver(s)                                                   | Uitzenddatum      | Productiecode |  |
| --- | ------------------------------------ | -------------- | -------------------------------------------------------------- | ----------------- | ------------- |  |
| 1   | A World Full of Strangers            | Allan Arkush   | Kevin Murphy                                                   | 8 september 2010  | 2J5591        |  |
| 2   | I Say a Little Prayer                | Allan Arkush   | Verhaal: Kevin Murphy Teleplay: Kevin Murphy & Jennifer Schuur | 15 september 2010 | 2J5552        |  |
| 3   | Beale St. After Dark                 | Bethany Rooney | Verhaal: Kevin Murphy Teleplay: Kevin Murphy & Peter Calloway  | 22 september 2010 | 2J5553        |  |
| 4   | Nobody Loves Me But My Mother        | David Paymer   | Anne Kenney                                                    | 29 september 2010 | 2J5554        |  |
| 5   | The Prisoner's Song                  | John Behring   | Curtis Kheel                                                   | 6 oktober 2010    | 2J5555        |  |
| 6   | Ragged Old Flag                      | Kevin Fair     | James Eagan                                                    | 13 oktober 2010   | 2J5556        |  |
| 7   | The Match Game                       | John Dahl      | Jennifer Schuur                                                | 27 oktober 2010   | 2J5557        |  |
| 8   | Back of a Car                        | Allan Arkush   | Kevin Murphy & Amanda Alpert Muscat                            | 3 november 2010   | 2J5558        |  |
| 9   | Finish What We Started               | Ron Underwood  | Vince Gonzales                                                 | 10 november 2010  | 2J5559        |  |
| 10  | Pledging My Love                     | Debbie Allen   | Peter Calloway                                                 | 17 november 2010  | 2J5560        |  |
| 11  | Think Twice Before You Go            | Dennie Gordon  | Matthew B. Roberts                                             | 1 december 2010   | 2J5561        |  |
| 12  | Papa, Oh Papa                        | Andy Wolk      | Kevin Murphy & Jennifer Schuur                                 | 25 januari 2011   | 2J5562        |  |
| 13  | Worried Baby Blues                   | Ron Underwood  | Kevin Murphy & Curtis Kheel                                    | 1 februari 2011   | 2J5563        |  |
| 14  | Remember When                        | Omar Madha     | Kevin Murphy & James Eagan                                     | 8 februari 2011   | 2J5564        |  |
| 15  | God Must Have My Fortune Laid Away   | John Behring   | Vince Gonzales & Matt Roberts                                  | 15 februari 2011  | 2J5565        |  |
| 16  | Fancy Dan                            | John Dahl      | Anne Kennedy                                                   | 22 februari 2011  | 2J5566        |  |
| 17  | Don't Make Promises (You Can't Keep) | Bob Berlinger  | Amanda Alpert Muscat                                           | 1 maart 2011      | 2J5567        |  |
| 18  | Woke Up Dead                         | Andy Fickman   | Jennifer Schuur                                                | 19 april 2011     | 2J5568        |  |
| 19  | Before I Was Caught                  | Andy Wolk      | Peter Calloway                                                 | 26 april 2011     | 2J5569        |  |
| 20  | Warped Sister                        | Tricia Brock   | James Eagan                                                    | 3 mei 2011        | 2J5570        |  |
| 21  | Land of 1,000 Dances                 | Debbie Allen   | Curtis Kheel                                                   | 10 mei 2011       | 2J5571        |  |
| 22  | I'm Sick Y'all                       | Omar Madha     | Kevin Murphy                                                   | 17 mei 2011       | 2J5572        |  |